# Jaka Klobučar
Jaka Klobučar (19 de agosto de 1987) é um basquetebolista profissional esloveno, atualmente joga no Istambul B.B..